# Titanebo parabolis
Titanebo parabolis là một loài nhện trong họ Philodromidae.
Loài này thuộc chi Titanebo. Titanebo parabolis được miêu tả năm 1965 bởi Schick.